# Corriere della Sera
Коријере дела сера (итал. Corriere della Sera; срп. Вечерње вести) су италијанске дневне новине, које су основане 5. марта 1876. Штампају се у Милану. Сматрају се једним од најцењенијих новина у Италији, а и најпродаваније су.